# Rauni Magga Lukkari

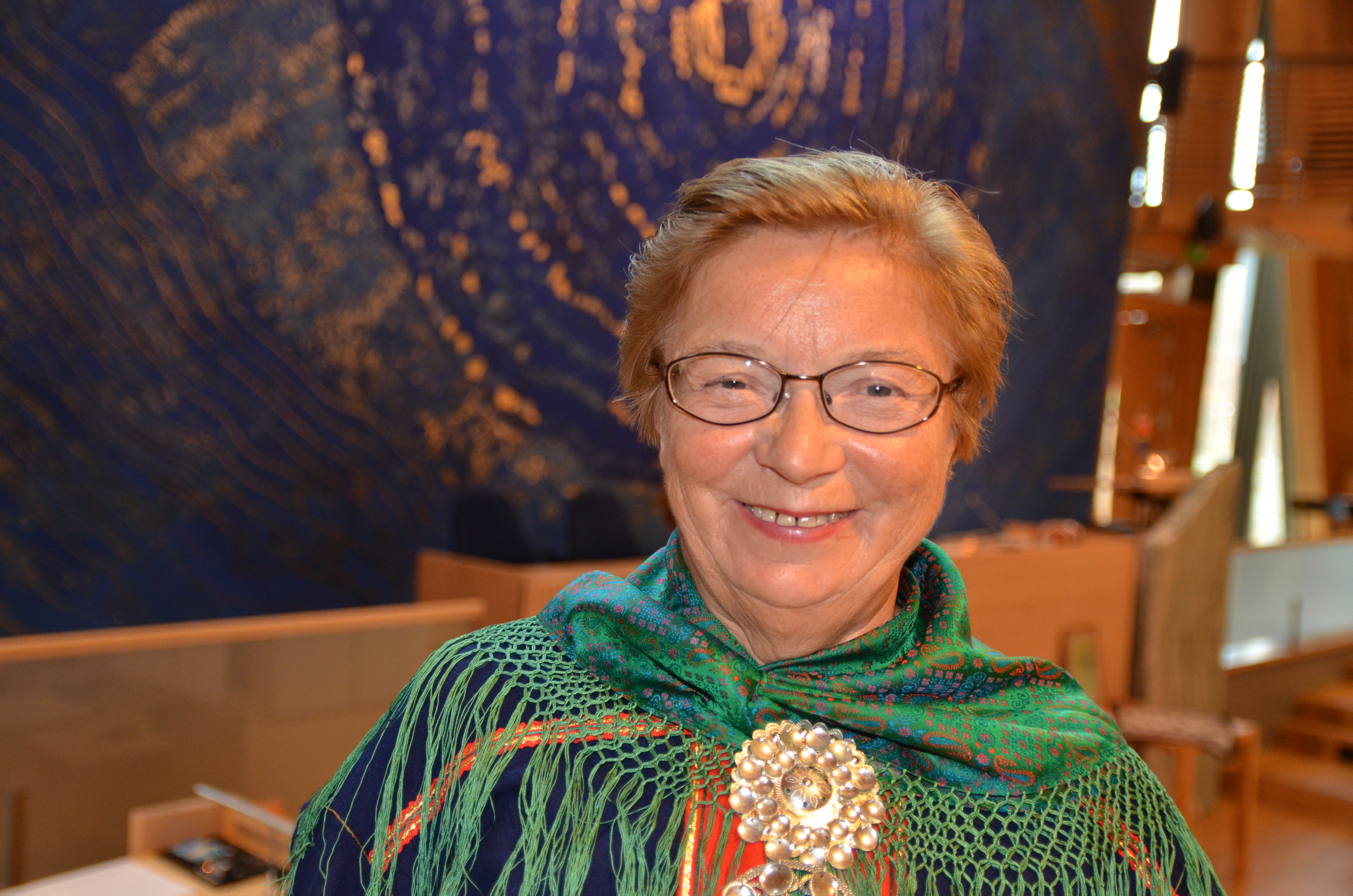
Rauni Magga Lukkari

Rauni Magga Lukkari (* 30. September 1943 in Vetsikko in der Kommune Utsjoki, Finnland) ist eine samischsprachige Schriftstellerin und Übersetzerin. Sie gilt als eine der maßgeblichen samischen Lyrikerinnen.

## Leben und Werk
Rauni Magga Lukkari wurde als jüngstes von 13 Kindern in Utsjoki geboren. Sie besuchte ein Seminar in Kemijärvi und arbeitete von 1962 bis 1980 als freie Journalistin beim norwegischen und finnischen Rundfunk sowie bei finnischen Zeitungen. Von 1970 bis 1975 lebte sie in Kautokeino und wurde norwegische Staatsbürgerin. 1980 zog sie nach Tromsø, arbeitete zeitweise als Lehrerin und in der Arctic Gallery und war dann freiberuflich als Schriftstellerin und Übersetzerin tätig. Bis zum Jahr 2000 war sie Leiterin des Samischen Schriftstellerverbands, seit 2001 ist sie Direktorin des „Nordnorsk kulturråd“. Seit 2002 führt sie einen eigenen Verlag, „Gollegiella“, der Hörbücher in samischer Sprache sowie zweisprachige Bücher veröffentlicht.
In ihren ersten beiden Gedichtsammlungen Jienat vulget (Das Eis treibt davon, 1980) und Báze dearvan, Biehtár (Leb wohl, Petteri, 1981) thematisiert Lukkari Erfahrungen und Spannungen zwischen Tradition und Moderne, die sich aus ihrer samischen Identität ergeben; sie drückt dabei aus einer neuen Perspektive – nämlich durch die Verwendung von Ironie und Humor –  ihre Wünsche und Sehnsüchte als Frau aus. Am wirkungsvollsten war ihr 1986 erschienener Lyrikband Losses beaivegirji. Er wurde ein Jahr später mit dem Titel Mørk dagbok (Düsteres Tagebuch) ins Norwegische übersetzt und 1987 für den Literaturpreis des Nordischen Rates nominiert.

„[Es ist ein Werk], das Frauen aus drei Generationen – Tochter, Mutter und Großmutter – und ihre Auffassungen von Frausein, Mutterschaft, Gleichberechtigung, Liebe und Lieblosigkeit in den Blick nimmt. Gegenüber den vergangenen Werken hat sich die Perspektive nun in die Gemeinschaft verlagert, wodurch Fragen des Saamitums in den Hintergrund geraten. Betont wird der weibliche Blickwinkel, und zum zentralen Thema wird die Zusammengehörigkeit der Frauen und die Reflexion ihrer Erfahrungen als Bestandteil der gemeinschaftlichen Machtstruktur.“

In einem Wettbewerb, den der Verleger Davvi Girji für das beste samischsprachige Originalmanuskript ausgeschrieben hatte, gewann sie 1996 den ersten Preis für ihre Gedichtsammlung Árbeeadni (Erbmutter). Die Themen dieser Gedichte befassen sich, ebenso wie in dem bereits 1991 erschienenen zweisprachigen Werk Mu gonagasa gollebiktasat / Min konges gyldne klær (Die goldenen Kleider meines Königs), mit der Selbstfindung der Frau und der Beziehung zwischen den Geschlechtern. Ihre Betrachtungen in Gesprächsform über Sápmi wurden 2009 unter dem Titel Lex Sápmi ja eará joccit / Lex Sápmi og andre stubber veröffentlicht. Die Autorin ist in Lyrikzeitschriften und in -anthologien vertreten.
Lukkari ist auch als Dramatikerin tätig. Sie verfasste Stücke für das 1981 gegründete Beaivváš Sámi Našunálateáhter in Kautokeino. Die Uraufführung von En Lykkens mann (Lihkkošalmmái / Ein glücklicher Mann) fand auf dem Norwegischen Schauspielfestival 2007 im Osloer Nationaltheater statt. Das Stück ist ein Monolog, in dem ein Mann die Geschichte seiner verstorbenen Mutter erzählt, die auf beiden Seiten des Flusses Tana in Lappland lebte und sowohl einen norwegischen als auch finnischen Reisepass besaß. Es ist eine amüsante Geschichte über ihre beiden Nationalitäten und ihre samische Herkunft.
Lukkari lebt in Tromsø; sie ist verheiratet und hat drei Kinder.

## Veröffentlichungen
- 1980: Jienat vulget (Lyrik)
- 1981: Báze dearvan, Biehtár (Lyrik)
- 1986: Losses beaivegirji (Lyrik)
- 1987: Mørk dagbok
- 1991: Min konges gylne klær / Mu gonagasa gollebiktasat (Lyrik)
- 1995: Calbmemihttu / Silmämitta (Lyrik)
- 1996: Árbeeadni (Lyrik)
- 1999: Dearvvuodat (Roman)
- 2006: Ávvodivttat (Lyrik)
- 2007: Lihkkošalmmái / En lykkens mann (Drama)
- 2009: Lex Sápmi ja eará joccit / Lex Sápmi og andre stubber
- 2014: Mit Inger-Mari Aikio-Arianaick: Erbmütter – Welttöchter. Hrsg. von Johanna Domokos. Übersetzung: Christine Schlosser. Eichenspinner, Chemnitz 2014, ISBN 978-3-939927-09-9

### In Anthologie (im Original und auf Deutsch)
- Worte verschwinden / fliegen / zum blauen Licht : Samische Lyrik von Joik bis Rap. Übers. Christine Schlosser. In: Johanna Domokos, Christine Schlosser, Michael Rießler (Hrsg.): Samica. Band 4. Albert-Ludwigs-Universität Freiburg, Freiburg 2019, ISBN 978-3-9816835-3-0, S. 182–195.